# Monumento a Livingstone
El Monumento a Livingstone (en inglés: Livingstone Memorial) fue construido en 1899, y marca el punto donde el misionero y explorador David Livingstone murió el 4 de mayo de 1873 en la aldea del jefe Chitambo en Ilala, cerca del borde de los pantanos Bangweulu, en el país africano de Zambia. Su corazón fue enterrado bajo un árbol mpundu (también llamado mvula) por sus asistentes Chuma, Suza Mniasere y Vchopere, antes de partir hacia la costa llevando su cuerpo. Se esculpió la inscripción siguiente: "LIVINGSTONE, 04 de mayo 1873" y el nombre de los asistentes al árbol.